# 伊利沙伯醫院
伊利沙伯醫院（英語：Queen Elizabeth Hospital，簡稱伊院、QE，醫院管理局內部代碼：QEH）是香港油尖旺區一所大型公立地區綜合醫院，並且設有24小時急症室服務，佔地7公頃，位於九龍油尖旺區的京士柏南部、加士居道及衛理道一帶，其中一入口與康文署京士柏遊樂場相連，並鄰近。
伊利沙伯醫院於1963年啟用，當時由醫務衛生署（後改稱衛生署）管理，以時任英女王伊利沙伯二世命名。1992年由醫院管理局接管，屬於九龍中聯網的龍頭醫院，目前由醫院管理局和伊利沙伯醫院管治委員會共同進行管理。該院目前設有超過2000張病床和7,000名職員。現時伊利沙伯醫院的行政總監是張復熾醫生。

## 歷史

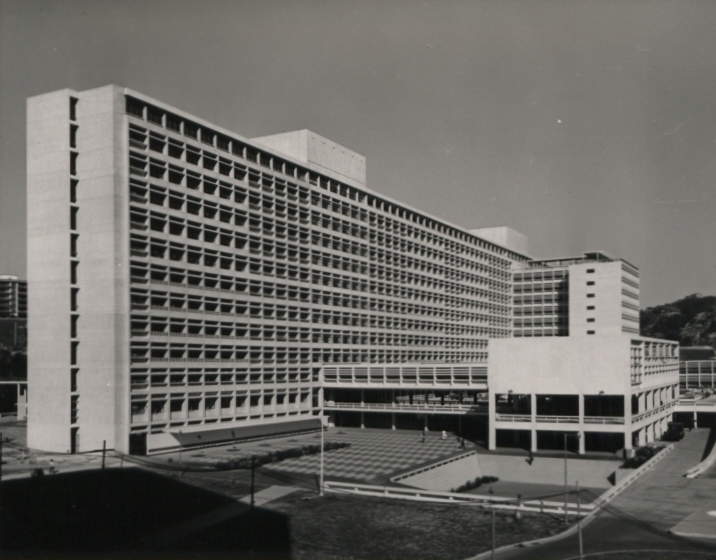
1969年的伊利沙伯醫院

伊利沙伯醫院的原址在19世紀後期至20世紀初期是槍會山軍營的練靶場，1920年代租用給眾多私人會所作為球場，計有德國會、兒童遊樂場協會、皇家海軍康樂會、中華電力康樂會等等，以及二戰前後的京士柏難民營、孤兒院。
伊利沙伯醫院在1952年獲香港政府批准興建，以代替1938年由一座監獄改建為傳染病醫院及療養院的荔枝角醫院。
興建的目的為回應當時九龍及新界區市民對公營醫療服務需求殷切，並彌補九龍醫院的不足。興建的過程中，一度發現香港日佔時期的共50多具駭骨。1958年11月以英女王伊利沙伯二世命名為「伊利沙伯醫院」，並由英女王夫婿愛丁堡公爵菲臘親王主持醫院奠基儀式。
1960年9月5日，護士宿舍及訓練學校落成，由時任港督柏立基爵士揭幕。1963年9月6日伊利沙伯醫院落成，開幕典禮因颱風菲爾襲港而延期。伊利沙伯醫院於1963年9月10日由港督柏立基爵士主持揭幕儀式，隨即由醫務總監麥敬時陪同下參觀各部門的設備。當時，伊利沙伯醫院是英聯邦範圍內最大規模的醫院。
1963年12月3日，伊利沙伯醫院接收第一名住院病人，為4歲小朋友黃鼎強。
伊利沙伯醫院啟用時由當時的醫務衛生署管理，在當時是區域性中央醫院，負責九龍東部和新界東部，提供緊急性和專科的服務，並是九龍規模最大的综合性醫院。直至今天，伊利沙伯醫院仍在九龍區公營醫療服務中擔當着舉足輕重、不可或缺的角色。
2007年，伊利沙伯醫院，推行「急症室病房計劃」，在院內設置第一間急症室病房，現時該院已有兩間急症病房，合共逾80張床。

## 組織架構
- 九龍中醫院聯網總監兼伊利沙伯醫院行政總監：
  - 張復熾 醫生

醫院管治委員會
- 主席：
  - 甘博文 博士
- 委員：
  - 何超蕸 女士，BBS
  - 鄭荔英 教授
  - 吳家聲 博士
  - 湯志超 先生
  - 李志光 教授
  - 曾浩輝 醫生，JP
  - 古滿麟 先生
  - 葉兆光 先生
  - 余毓靈 醫生
  - 李國華 博士

## 簡介
目前，伊利沙伯醫院是全港最大的綜合型全科醫院之一，位於九龍區的心臟地帶，醫院設有24小時急症服務和全方位專科服務，包括16個專科、3間專科診所、及5間普通科門診診所。伊利沙伯醫院亦是主要專科轉介中心。在各個臨床專科的病人提供高層次及高強度護理，亦在許多所設的臨床專科中，扮演著第三層專介中心的角色，特別是癌症科、胸肺及心臟科、腦神經科及愛滋病科。
伊院是醫生、護士及專職醫療人員的基本及研究生訓練的教學中心，與各有關的大專院校關係密切。
伊院也被選為2008年北京奧運會及殘奧會馬術比賽的定點醫院之一。

### 重建
由於伊利沙伯醫院目前病牀擠迫，設施亦開始陳舊，大量市民都傾向選擇在伊利沙伯醫院接受治療也使醫院的手術室使用率近乎飽和，香港政府正積極考慮落實伊利沙伯醫院重建計劃，及納入2014年1月公布的《施政報告》中。重建伊院將徵用啟德兩幅預留醫院用地，即興建腦神經科卓越醫療中心及一間中小型急症醫院的用地，病房確實數目仍未落實。伊院現時所有服務會全部搬進啟德新院，新院亦會預留一兩層樓開設腦科中心，並會支援旁邊的香港兒童醫院。伊利沙伯醫院是繼港島西聯網的瑪麗醫院、九龍中聯網的廣華醫院及九龍東聯網的聯合醫院後，第四間需要重建的醫院，但與前三者不同的是，伊利沙伯醫院並非原址重建，乃本港首次。
當伊院遷院啟德後，仍傾向留在九龍中聯網。醫院管理局消息指出，伊院搬走後，原址擬留作公私營醫療服務發展，包括興建一間日間診斷治療中心，以及一間有800張病牀的專科醫院。

## 建築設施
伊利沙伯醫院由一座手術室大樓、一座賽馬會放射診斷大樓、一座日間醫療中心、一座賽馬會放射治療及腫瘤學大樓、一座行政大樓、一座綜合服務區大樓和一座普通科護士學校組成。一座癌症研究實驗室。

### 手術室大樓
手術室大樓由建築署設計，1997年2月開工，1998年9月竣工。手術室大樓是一座樓高七層，建築面積為18,805平方米，樓內共設22間大型手術室及治療部、康復部、教授房和會議室等。

### 日間醫療中心新翼
2016年12月12日，原於油麻地炮台街油麻地專科診所提供的醫療服務分階段遷至新落成的專科診所大樓——伊利沙伯醫院日間醫療中心（新翼）／T座（新翼）。

### 綜合服務區
此大樓前身為葛量洪教育學院校舍，2000年關閉後曾用作培正專業書院及循道學校校舍。及後，政府收回該校舍，供伊利沙伯醫院及衞生署使用。該大樓內設有社區復康中心、醫護訓練設施及衛生署貨倉。

### 賽馬會癌症研究實驗室
伊利沙伯醫院在1960年代已設立癌症實驗室，在2014年獲馬會慈善信托基金捐贈5,470萬元進行重建工程，包括裝修、提升實驗室設施及添置高端研究設備。

### 主座大樓
| 1樓 - A1：外科病房（男女混合） - D1：手術部麻醉科 - G1：急症科病房 - H1：放射診斷科 2樓 - A2：婦科病房 - B2：兒童深切治療部 - C2：婦/產科病房 - D2：婦產科手術室 - E2：產科病房 - F2：神經外科 Minimally Invasive Neurosurgery Centre - G2：產科病房 - H2：急症科病房 - R2：腫瘤科病房及手術室 3樓 - A3：骨科病房（男） - B3：婦產科日間護理中心 - C3：骨科病房（女） - H3：Surgical Day Ward 4樓 - A4：外科病房（女） - B4：產房 - C4：外科病房（男） - D4：手術室 - E4：綜合專科病房（男） - G4：外科病房（女） - H4：泌尿外科病房 5樓 - A5：內科病房（女） - B5： - C5：內科病房（男） - D5：Pediatric Surgical and Burn Ward - E5：內科病房（女） - G5： - H5：耳鼻喉科病房 - M5：羈留病房（懲教署） 6樓 - A6：內科病房（女） - B6, D6: 深切治療部 - C6, E6：內科病房（男） | 7樓 - A7：心胸外科加護病房 - B7：心臟科中心（超聲和心導） - C7：內科病房（男） - E7：內科病房（女） - F7：口腔頜面外科及牙科 - G7：心胸外科病房（女/ 加護病床） - H7：心胸外科病房（男） - R7：腫瘤科病房（女） 8樓 - A8：內科病房（女） - B8：Cardiac Ambulatory Care Centre - C8：內科病房（男） - E8：神經外科病房（男） - G8：神經外科病房（女） - H8：神經外科加護病房(禁止探訪) - R8：腫瘤科病房（男） 9樓 - A9：兒童傳染病房（禁止探訪） - B9，E9：初生嬰兒科 - C9：深切治療部（初生嬰兒科） - G9：骨科病房（男女混合） - H9：兒科和青少年科病房 - R9A：自體骨髓移植病房 10樓 - A10,C10,E10：傳染病病房（禁止探訪） - B10：半私家病房（男） - G10：內科病房（男） - H10：外科日間病房 11樓 - A11：婦產科私家病房 - C11：私家病房（男/女） - E11：私家/半私家病房（女） - G11：內科病房 |

## 服務範圍和病房分佈
| - 專科： - G座地下：24小時急症室服務 - 腸胃及肝臟科 | - 其他 ： - H1：放射診斷科 - D座2樓及4樓和R座2樓：手術室 - 病理學（位於醫院M座，除了該座4和5樓） - 血庫及化驗室（位於醫院M座6樓） - 麻醉科（位於D座1樓） - 職員圖書館（位於M座4樓） - 各輔助醫療部 - 康復服務 - 愛滋病服務 - 青少年醫療中心 - 一級創傷中心 |

## 2019冠状病毒病定點醫院
香港政府於2022年3月9日下午5時58分透過緊急警示系統首次發放內容，內容如下：
特區政府提示，醫管局伊利沙伯醫院3月9日起成為定點醫院，專門接收新冠病人，其急症室亦以接收新冠確診病人及有生命危險的緊急病人為主。其他人士請勿前往，多謝市民配合。

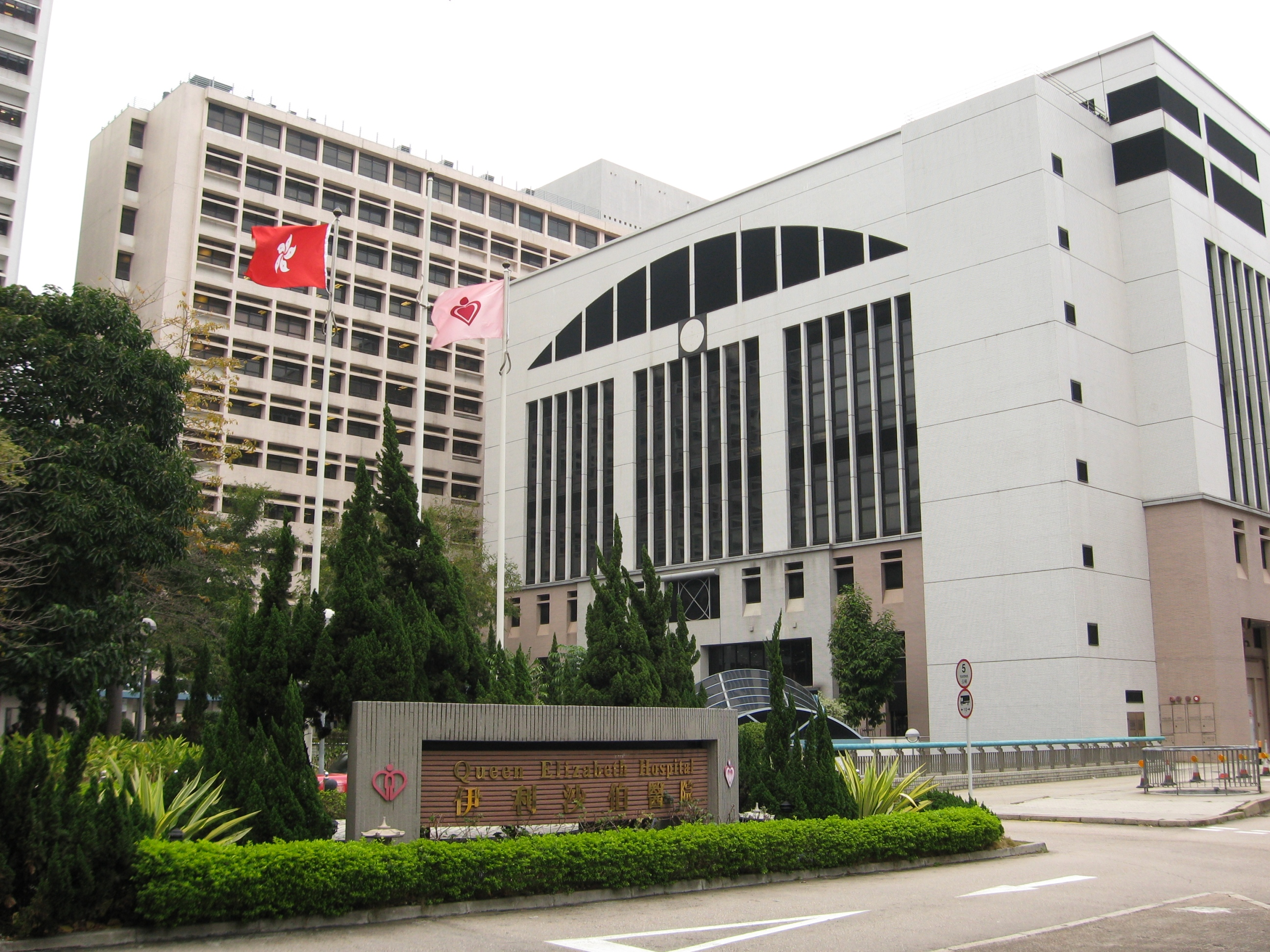
伊利沙伯醫院入口

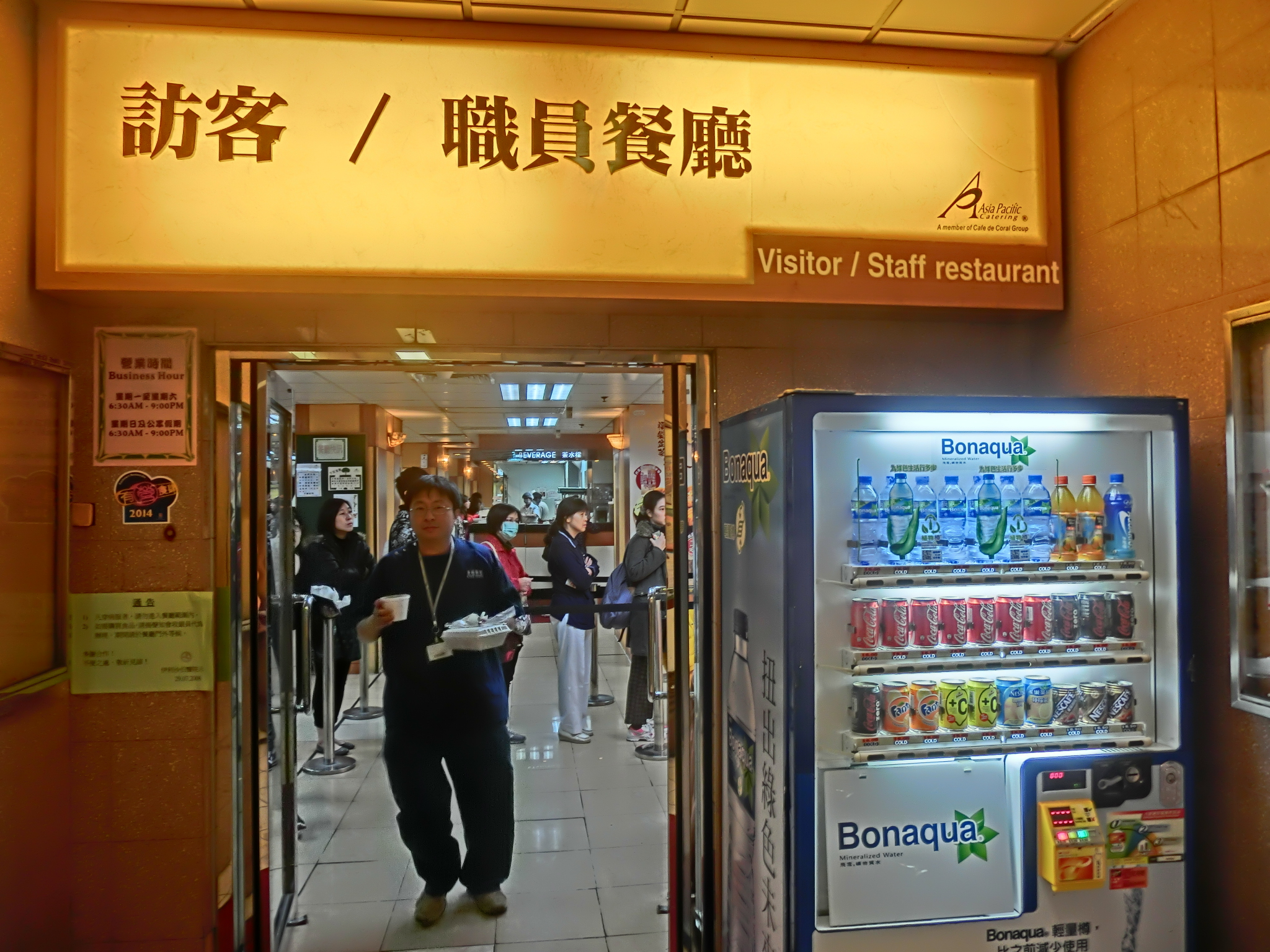
餐廳

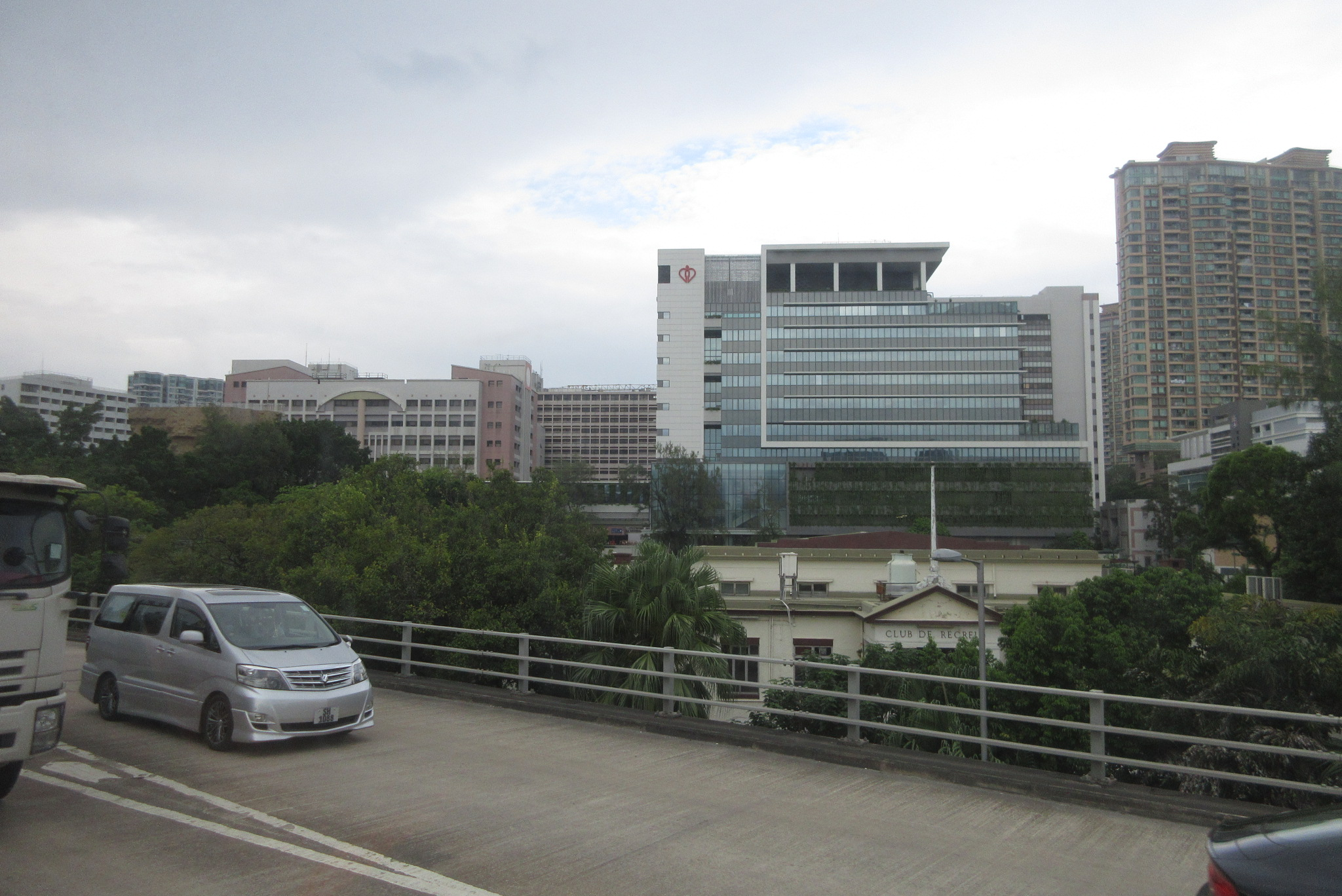
伊利沙伯醫院日間醫療中心新翼／T座（新翼）（2017年10月）

HKSAR Government alerts you that starting from 9 March, Queen Elizabeth Hospital (QEH) of the Hospital Authority has been converted into a 'designated hospital' to receive COVID-19 patients. A&E of QEH will admit mainly COVID-19 patients and patients in life-threatening conditions. Other patients are advised not to go QEH. Thank you for the cooperation.——2022年3月9日下午5時58分發出的香港政府緊急警報系統警報
有市民和政界人物被有關警示嚇倒，以為是空襲警報，批評有關內容不緊急，並表示「受驚」。不過特首林鄭月娥認為是有需要，更稱看到有市民表示「都幾好」。

## 爭議
2013年數據顯示，伊利沙伯醫院的急症手術以及預約手術死亡率均為全港最高。2017年7月中，醫院使用率達124%，病人入住內科病房等候時間平均超過15小時，急症室內擺放了超過40張流動病牀。

## 取景
伊利沙伯醫院是無綫電視劇《On Call 36小時II》的主要拍攝場地。

## 外部連結
- 官方网站